# Алибаевское
Алиба́евское (баш. Әлибай) — село в Хайбуллинском районе Башкортостана, входит в Уфимский сельсовет.

## Население
| 2002 | 2010 |
| ---- | ---- |
| 324  | ↘315 |

Национальный состав
Согласно переписи 2002 года, преобладающая национальность — башкиры (74 %).

## Географическое положение
Расстояние до:
- районного центра (Акъяр): 49 км,
- центра сельсовета (Уфимский): 3 км,
- ближайшей ж/д станции (Сибай): 77 км.

Находится на правом берегу реки Таналык.